# Tiro com arco nos Jogos Olímpicos de Verão de 1984 - Individual masculino
A prova individual masculina do tiro com arco nos Jogos Olímpicos de Verão de 1984 de 27 a 30 de julho daquele ano no El Dorado Regional Park, em Long Beach. O evento consistiu em uma rodada dupla FITA. Para cada rodada, o arqueiro disparou 36 flechas em cada uma das quatro distâncias – 90, 50, 70 e 30 metros. A pontuação mais alta para cada flecha foi de 10 pontos, dando um máximo possível de 2.880 pontos.

## Recordes
Os seguintes novos recordes olímpicos foram estabelecidos durante esta competição.
| Recorde      | Rodada    | Nome         | Nação              | Pontuação | OR |
| ------------ | --------- | ------------ | ------------------ | --------- | -- |
| Rodada única | Primeiro  | Darrell Pace | USA Estados Unidos | 1317      | OR |
| Rodada dupla | Combinado | Darrell Pace | USA Estados Unidos | 2616      | OR |

## Medalhistas
Darrell Pace, dos Estados Unidos, consagrou-se campeão olímpico. O também estadunidense Richard McKinney e o japonês Hiroshi Yamamoto ficaram com as medalhas de prata e bronze respectivamente.
| Ouro   | USA Darrell Pace     |
| Prata  | USA Richard McKinney |
| Bronze | JPN Hiroshi Yamamoto |

## Resultados
| Pos. | Arqueiro               | País                   | Rodada 1 Pts | Parcial | Rodada 2 Pts | Parcial | Total     |
| 1    | Darrell Pace           | USA Estados Unidos     | 1317 (RO)    | 1       | 1299         | 1       | 2616 (RO) |
| 2    | Richard McKinney       | USA Estados Unidos     | 1295         | 2       | 1269         | 5       | 2564      |
| 3    | Hiroshi Yamamoto       | JPN Japão              | 1276         | 3       | 1287         | 3       | 2563      |
| 4    | Takayoshi Matsushita   | JPN Japão              | 1264         | 7       | 1288         | 2       | 2552      |
| 5    | Tomi Poikolainen       | FIN Finlândia          | 1275         | 4       | 1263         | 7       | 2538      |
| 6    | Goran Bjerendal        | SWE Suécia             | 1275         | 5       | 1247         | 12      | 2522      |
| 7    | Marnix Vervinck        | BEL Bélgica            | 1260         | 9       | 1259         | 8       | 2519      |
| 8    | Koo Ja-Chung           | KOR Coreia do Sul      | 1226         | 28      | 1274         | 4       | 2500      |
| 9    | Harry Wittig           | FRG Alemanha Ocidental | 1231         | 21      | 1266         | 6       | 2497      |
| 10   | Armin Garnreiter       | FRG Alemanha Ocidental | 1235         | 16      | 1259         | 9       | 2494      |
| 11   | Chqi Won-Tae           | KOR Coreia do Sul      | 1245         | 13      | 1245         | 16      | 2490      |
| 12   | Glenn Meyers           | USA Estados Unidos     | 1246         | 12      | 1242         | 17      | 2488      |
| 13   | Martinus Reniers       | NED Países Baixos      | 1247         | 11      | 1239         | 18      | 2486      |
| 14   | Patrick DeKoning       | BEL Bélgica            | 1264         | 8       | 1222         | 27      | 2486      |
| 15   | Detlef Kahlert         | FRG Alemanha Ocidental | 1230         | 22      | 1256         | 10      | 2486      |
| 16   | Suradi Rukimin         | INA Indonésia          | 1268         | 6       | 1217         | 28      | 2485      |
| 17   | Gerard Douis           | FRA França             | 1234         | 19      | 1251         | 11      | 2485      |
| 18   | Yong Shan              | CHN China              | 1251         | 10      | 1232         | 21      | 2483      |
| 19   | Gert Bjerendal         | SWE Suécia             | 1235         | 17      | 1246         | 14      | 2481      |
| 20   | Thomas Hardmeier       | SUI Suíça              | 1230         | 23      | 1246         | 15      | 2476      |
| 21   | Steven Hallard         | GBR Grã-Bretanha       | 1235         | 18      | 1238         | 20      | 2473      |
| 22   | Jeon In-Su             | KOR Coreia do Sul      | 1228         | 25      | 1239         | 19      | 2467      |
| 23   | Jan Roger Skyttesaeter | NOR Noruega            | 1234         | 20      | 1231         | 23      | 2465      |
| 24   | Andre Braun            | LUX Luxemburgo         | 1227         | 26      | 1232         | 22      | 2459      |
| 25   | Giancarlo Ferrari      | ITA Itália             | 1227         | 27      | 1228         | 24      | 2455      |
| 26   | Willy van den Bossche  | BEL Bélgica            | 1245         | 14      | 1209         | 33      | 2454      |
| 27   | Tommy Quick            | SWE Suécia             | 1219         | 30      | 1228         | 25      | 2447      |
| 28   | Kyoesti Laasonen       | FIN Finlândia          | 1229         | 24      | 1214         | 29      | 2443      |
| 29   | Ilario di Buo          | ITA Itália             | 1190         | 40      | 1247         | 13      | 2437      |
| 30   | Peter Gillam           | GBR Grã-Bretanha       | 1223         | 29      | 1212         | 32      | 2435      |
| 31   | Christopher Blake      | AUS Austrália          | 1245         | 15      | 1189         | 40      | 2434      |
| 32   | Jean Claude Rohla      | LUX Luxemburgo         | 1217         | 32      | 1204         | 35      | 2421      |
| 33   | Adolfo González        | MEX México             | 1204         | 37      | 1214         | 30      | 2418      |
| 34   | Dale Lightfoot         | NZL Nova Zelândia      | 1191         | 39      | 1226         | 26      | 2417      |
| 35   | Philippe Loyen         | FRA França             | 1206         | 36      | 1205         | 34      | 2411      |
| 36   | Zhang Zheng            | CHN China              | 1207         | 35      | 1198         | 37      | 2405      |
| 37   | Manuel Rubio           | ESP Espanha            | 1213         | 33      | 1177         | 43      | 2390      |
| 38   | Feng Zemin             | CHN China              | 1175         | 46      | 1214         | 31      | 2389      |
| 39   | Gilles Cresto          | MON Mônaco             | 1209         | 34      | 1180         | 41      | 2389      |
| 40   | Kemal Erer             | TUR Turquia            | 1190         | 41      | 1196         | 38      | 2386      |
| 41   | Juan Echavarría        | COL Colômbia           | 1176         | 45      | 1203         | 36      | 2379      |
| 42   | Tu Chih-Chen           | TPE Taipé Chinês       | 1181         | 44      | 1195         | 39      | 2376      |
| 43   | Donald Pandiangan      | INA Indonésia          | 1218         | 31      | 1156         | 52      | 2374      |
| 44   | Renato Emílio          | BRA Brasil             | 1184         | 42      | 1179         | 42      | 2363      |
| 45   | Izzet Avci             | TUR Turquia            | 1193         | 38      | 1168         | 46      | 2361      |
| 46   | Amphol Amalekajorn     | THA Tailândia          | 1182         | 43      | 1160         | 50      | 2342      |
| 47   | José Prieto            | ESP Espanha            | 1167         | 50      | 1174         | 45      | 2341      |
| 48   | Richard Priestman      | GBR Grã-Bretanha       | 1172         | 48      | 1167         | 47      | 2339      |
| 49   | Markku Syrjala         | FIN Finlândia          | 1157         | 51      | 1176         | 44      | 2333      |
| 50   | Wachera Piyapattra     | THA Tailândia          | 1168         | 49      | 1160         | 51      | 2328      |
| 51   | Rui Santos             | POR Portugal           | 1173         | 47      | 1151         | 53      | 2324      |
| 52   | Ichiro Shimamura       | JPN Japão              | 1148         | 52      | 1164         | 48      | 2312      |
| 53   | Thinley Dorji          | BHU Butão              | 1134         | 53      | 1164         | 49      | 2298      |
| 54   | Steve Yuen             | HKG Hong Kong          | 1129         | 54      | 1094         | 55      | 2223      |
| 55   | Nawang Pelzang         | BHU Butão              | 1118         | 56      | 1103         | 54      | 2221      |
| 56   | Lo Kam Kuen            | HKG Hong Kong          | 1121         | 55      | 1072         | 57      | 2193      |
| 57   | Fok Ming-Shan          | HKG Hong Kong          | 1077         | 57      | 1088         | 56      | 2165      |
| 58   | Ismael Rivera          | PUR Porto Rico         | 1042         | 58      | 1047         | 58      | 2089      |
| 59   | Mansour Hamaid         | KSA Arábia Saudita     | 1024         | 59      | 974          | 61      | 1998      |
| 60   | Lhendup Tshering       | BHU Butão              | 1021         | 60      | 976          | 60      | 1997      |
| 61   | Faisal al Basam        | KSA Arábia Saudita     | 991          | 61      | 1002         | 59      | 1993      |
| 62   | Yousef Jawdat          | KSA Arábia Saudita     | 880          | 62      | 836          | 62      | 1716      |